# Defensa de los siete sacramentos
La Defensa de los siete sacramentos (en latín, Assertio Septem Sacramentorum) es un libro escrito por el rey Enrique VIII de Inglaterra en 1521. 
Enrique comenzó a escribir en 1518, mientras leía los ataques a las indulgencias de Martín Lutero en su libro Las 95 tesis. Enrique VIII mostró un manuscrito al cardenal Thomas Wolsey en junio de ese año, pero el libro se mantuvo en privado durante tres años más, cuando el manuscrito se convirtió en los primeros dos capítulos del Assertio, el resto del libro consistía en material nuevo relacionado al libro De Captivitate Babylonica de Lutero. Se cree que Tomás Moro estuvo involucrado en la composición del libro.
Scarisbrick describe la obra como "una de las piezas polémicas más exitosas del catolicismo producida por la primera generación de escritores antiprotestantes." Se imprimieron más de veinte ediciones en el siglo XVI, y para 1522 tenía dos traducciones diferentes al alemán.
Estaba dedicada al Papa León X, quien premió, en octubre de 1521, a Enrique con el título Defensor de la Fe (título que todavía se utiliza por los monarcas del Reino Unido). 
La respuesta de Lutero al Assertio, fue, a su vez, contra argumentada por Tomás Moro, quien era "Lord canciller", además de uno de los líderes del partido humanista católico en Inglaterra.